# Majiapu
Majiapu (in cinese 马家堡站S, Mǎjiāpù zhànP) è una stazione della linea 4 della metropolitana di Pechino. La stazione della linea 4 è entrata in funzione in concomitanza con l'inaugurazione dell'intera linea, avvenuta il 28 settembre 2009.

## Posizione
La stazione di Majiapu si trova nel distretto di Fengtai, nella zona sud della città di Pechino, a sud dell'intersezione tra il 3° anello ovest e la West Majiapu Road.

## Struttura e impianti
La stazione è formata da una banchina mediana sotterranea e dispone di tre accessi, indicati con le lettere A, B e C. L'ingresso A è accessibile ai portatori di disabilità motorie grazie alla presenza di un ascensore.

## Servizi
La stazione dispone di:
- Accessibilità per portatori di handicap (solo uscita B)
- Ascensori (solo uscita B)
- Scale mobili
- Emettitrice automatica biglietti
- Servizi igienici
- Sportello automatico
- Distributori automatici
- Stazione video sorvegliata
- Ufficio polizia

### Orari
Dal 30 dicembre 2010 la linea 4 condivide il percorso con la Linea Daxing; dalla stazione di Majiapu si operano i servizi come segue:
- Un servizio che copre l'intera tratta, da Anheqiao Nord, da dove inizia la Linea 4, fino a Tiangongyuan, capolinea della Linea Daxing.[4]
- Un servizio ridotto che copre l'intera Linea 4 al quale si aggiunge la fermata Xingong della Linea Daxing, la prima stazione della Linea Daxing, quindi offrendo corse da Anheqiao Nord a Xingong. I passeggeri che intendono proseguire verso sud devono scendere e cambiare binario in direzione Tiangongyuan.[5]

La prima corsa direzione Anheqiao Nord parte tutti i giorni alle 5:06 da Majiapu, mentre l'ultima alle 23:20. In direzione Tiangongyuan (linea Daxing), il primo treno opera alle ore 5:45 mentre l'ultimo alle 23:22. Inoltre, relativamente al servizio ridotto della linea, l'ultima corsa da Majiapu parte alle 23:35 e termina a Gongyi Xiqiao alle 23:39.

### Tariffazione
- Majiapu — Xingong (condiviso con la linea Daxing)
- Majiapu— Tiangongyuan (condiviso con la linea Daxing)
- Majiapu— Anheqiao Nord

Dalla stazione di Majiapu la tariffazione parte da un prezzo di ¥3 (circa €0,40), a seconda della distanza di viaggio totale da percorrere, fino a un massimo di ¥7 (circa €1). Se si usa la carta dei trasporti, il prezzo viene scontato del 20% per le corse dopo una spese di ¥100 (circa €13) in un mese solare, del 50% per le corse dopo i ¥150 (circa €20) di spesa e superati i ¥400 di spesa (circa €52) non ci saranno ulteriori sconti.

## Interscambi
- Fermata autobus